# B.T. Express
B.T. Express (abréviation de Brooklyn Transit Express) est un groupe américain de disco et de funk des années 1970 produit par Randy Muller. 

## Carrière
Ils sont notamment connus pour leur titre Do It ('Til You're Satisfied) sorti en 1974 et pour le titre qui suivit Express, sorti la même année.

## Discographie

### Albums
- 1974 : Do It ('Til You're Satisfied), (Roadshow)
- 1975 : Non-Stop, (Roadshow)
- 1976 : Energy To Burn, (Columbia)
- 1977 : Function At The Junction, (Columbia)
- 1978 : Shout! (Shout It Out), (Columbia)
- 1980 : B.T. Express 1980, (Excalibre)
- 1980 : Greatest Hits, (CBS)
- 1981 : Old Gold, Future Gold, (Excalibre)
- 1982 : Keep It Up (Coast To Coast),
- 1990 : Do It ('Til You're Satisfied) / Non-Stop, (Unidisc)
- 1991 : Golden Classics, (Collectables)
- 1993 : Do It!! Non Stop: The Best of BT Express (Pair)
- 1997 : The Best of B.T. Express, (Rhino Records)
- 1998 : Live, (Collectables)
- 2002 : Do It ('Til You're Satisfied), (Collectables)

### Singles
- 1974 : Do It ('Til You're Satisfied) (#2 Billboard Hot 100 song, #1 Hot Dance Music/Club Play chart)
- 1974 : Express (Hot 100 #4)
- 1980 : Does It Feel Good
- 1980 : Stretch
- 1983 : Hangin' Out
- 1984 : Your Love (Is All I Need)
- 1985 : Cover Girl
- 1985 : Uptown Express
- 1987 : Work What You Got
- 1994 : Express 94

## Producteur
Jeff Lane, Kashif, Billy Nichols, Morrie Brown, Trade Martin, Randy Muller